# Baljuwhuis (Galmaarden)

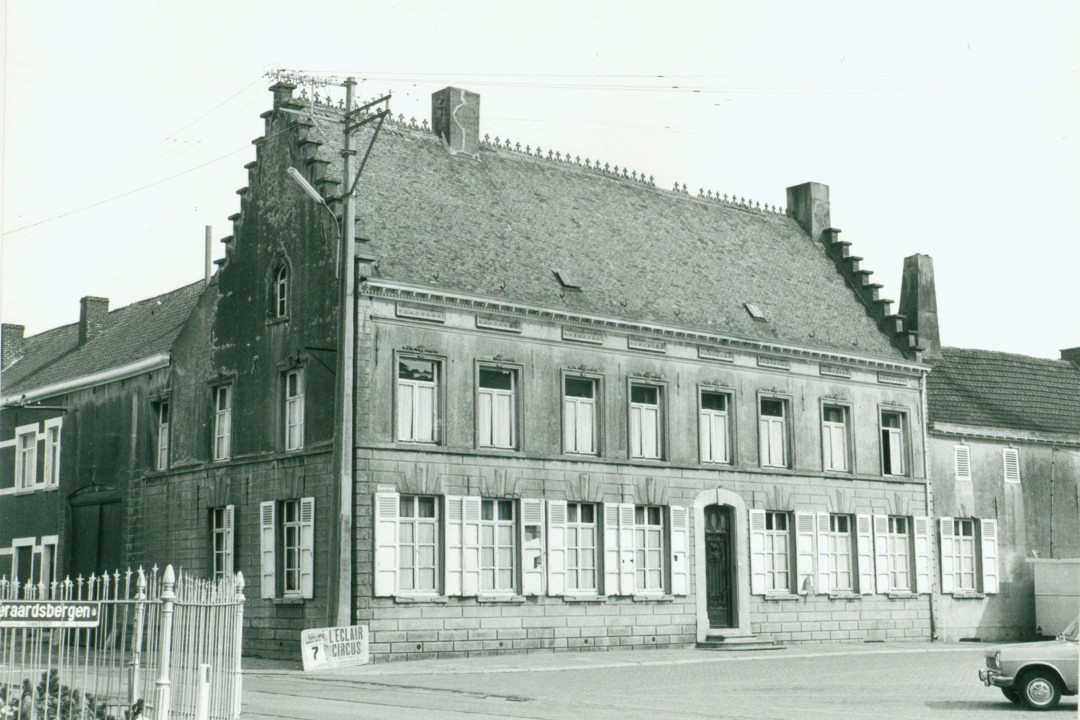
Het Baljuwhuis

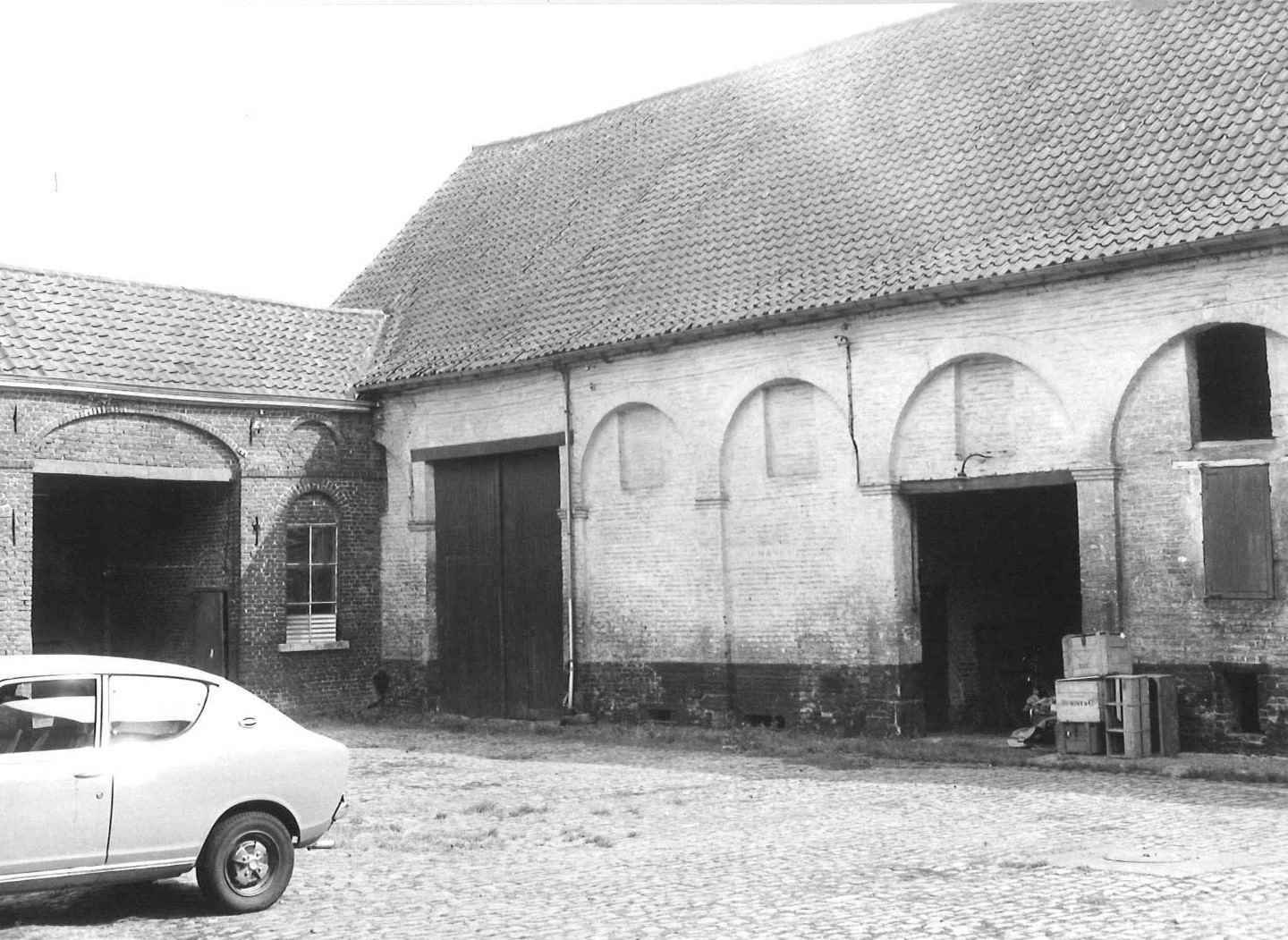
Binnenkoer van het Baljuwhuis

Het Baljuwhuis in Galmaarden is vernoemd naar de baljuw: een ambtenaar die vanaf de 12e à 13e eeuw als vertegenwoordiger benoemd werd van de heer in de stad of op het platteland. Meerdere baljuws hebben er verbleven. Het gebouw kreeg doorheen de jaren veel verschillende functies. Sinds 2004 is het Baljuwhuis een gemeentelijk cultuurcentrum.

## Historiek
Het gebouw dateert vermoedelijk uit de eerste helft van de 17e eeuw. Toen stond het nog bekend als 't Gravenhuis of 's Heerenhuys. In de jaren 1833 - 1973 was het eigendom van de familie Olemans en werd het gebruikt als boerderij-brouwerij. In de jaren 70 werd het door de provincie omgevormd tot provinciaal trefcentrum. Sinds 2004 is het Baljuwhuis officieel van de gemeente Galmaarden en kunnen zowel gemeentelijke diensten als verenigingen en particulieren gebruik maken van de zalen.
Het gebouw werd in 2009 aangeduid als bouwkundig erfgoed.

## Baljuwtuin
Verbonden aan het Baljuwhuis, bevindt zich de Baljuwtuin. De tuin werd van 2021 tot 2024 volledig vernieuwd. 